# Leonhard Hutter
Leonhard Hutter (også: Hütter, hyppigt latiniseret til Hutterus), født januar 1563 i Nellingen ved Ulm i Baden-Württemberg i Sydtyskland , død 23. oktober 1616 i Wittenberg, var en tysk lutheransk teolog.

## Liv
Fra 1581 studerede han ved universiteterne i Strasbourg, Leipzig, Heidelberg og Jena.   1594 påbegyndte han teologiske forelæsninger i Jena, og 1596 blev han teologisk professor i Wittenberg.
Hans hovedværk Compendium locorum theologicorum (omtrent: 'Håndbog i teologiske grundbegreber') var vejledende for generationer af skoleelever og teologistuderende. Han behandlede indholdet af Konkordiebogen fra 1580 på en systematisk, katekismusagtig måde. Ved fyrstelig anordning blev denne 1609 gjort til standard-lærebog i tre sachsiske fyrsteskoler i Naumburg, Meißen und Grimma
Endnu i det 19. århundrede var dette værk så kendt, at Karl von Hase gav sin lærebog i dogmatik titlen Hutterus redivivus ('Den genoplivede Hutterus').

## Værker
- Compendium locorum theologicorum ex scripturis sacris et libro concordiae: latin / tysk / engelsk. Kritisk udgivet, kommenteret og forsynet med efterord og bibliografi over samtlige optryk af kompendiet ved Johann Anselm Steiger. Stuttgart-Bad Cannstatt: Frommann-Holzboog 2006 (Doctrina et pietas: Abt. 2, Varia; Bd. 3) ISBN 978-3-7728-1872-1